# Journal of Banking and Finance
Das Journal of Banking and Finance (abgekürzt häufig JBF) ist eine monatlich erscheinende  wissenschaftliche Zeitschrift zu volkswirtschaftlichen Themen. Ihr Schwerpunkt liegt in Finanz- und Bank-bezogenen Themen und sie publiziert sowohl theoretische als auch empirische Aufsätze. 1989 übernahm sie Studies in Banking & Finance.
Herausgeber sind die Ökonomen Carol Alexander und Geert Bekaert.

## Rezeption
Das Journal hat nach eigenen Angaben einen Impact Factor von 3.6. Eine Studie aus dem Jahr 2011 listet das JBF als eines der besten sechs Journale aus dem Bereich Finance auf. Eine weitere Studie der französischen Ökonomen Pierre-Phillippe Combes und Laurent Linnemer sortiert das Journal mit Rang 61 von 600 wirtschaftswissenschaftlichen Zeitschriften in die drittbeste Kategorie A ein.